# スチール缶

スチール缶のリサイクルマーク（リサイクル法による）

スチール缶 (Steel can) とはスチール（鉄の合金）を材料として製造された缶。

## 特徴
主に、コーヒーや緑茶飲料、ガスボンベなど、ある程度の強度が必要なものの容器として用いられる。
かつては空の缶を手で握って凹むのがアルミ缶、凹まないのがスチール缶というように区別することができる時代もあったが、製罐圧延技術の進歩により外観上は区別がつかないものも増えている。一般的には磁石の磁力をもって区別できる。
温まりやすく磁石にくっつく。アルミニウムよりも衝撃に強い。
アルミ缶の底は丸く、スチール缶の底は平らである。

## リサイクル
- 2005年（平成17年）のスチール缶のリサイクル率は88.7%である。
- リサイクル時、アルミ缶と区別するのに電磁石が多く用いられる。